# Karel Kraus
Karel Kraus (28. ledna 1920 Plzeň – 15. března 2014 Praha) byl český dramaturg, překladatel, esejista a literární teoretik, dlouholetý spolupracovník režiséra Otomara Krejči.

## Život
Studoval literární historii na Filozofické fakultě Univerzity Karlovy, za války vykonával různá povolání a studium ukončil až po skončení 2. světové války. Pak působil jako lektor a dramaturg vinohradského divadla, odkud musel roku 1950 odejít a pracoval ve scenáristickém oddělení Československého státního filmu.
Roku 1956 začal spolupracovat s Otomarem Krejčou jako dramaturg Národního divadla. Roku 1961 byl z politických důvodů propuštěn a přešel do Divadelního ústavu. Roku 1965 spolu s O. Krejčou zakládal Divadlo za branou, když bylo v roce 1972 zrušeno, byl ve svobodném povolání, ale nesměl působit v kulturní oblasti. Podepsal Chartu 77 a od roku 1986 byl redaktorem samizdatové revue O divadle. V letech 1990–1995 působil jako dramaturg obnoveného Divadla za branou II. Překládal dramatické texty z němčiny, z francouzštiny a spolu s Josefem Topolem také hry A. P. Čechova.
Za knihu Divadlo ve službách dramatu obdržel v dubnu 2002 Cenu F. X. Šaldy (za rok 2001). V roce 2010 mu byla udělena Cena Ministerstva kultury za přínos v oblasti divadla.